# Klaus Kinner
Klaus Christian Kinner (* 1. September 1946 in Pötzschau, Landkreis Borna) ist ein deutscher Historiker, der hauptsächlich zur Geschichte der KPD und der marxistischen Geschichtsschreibung gearbeitet hat. Er lehrte von 1981 bis 1990 als Professor für Geschichte der deutschen Arbeiterbewegung an der Karl-Marx-Universität Leipzig.
Kinner studierte von 1965 bis 1969 Geschichte an der Karl-Marx-Universität Leipzig. 1969 wurde er ebendort Forschungsstudent und legte im Januar 1973 bei Werner Berthold seine Promotion A „Zur Entwicklung des marxistisch-leninistischen Geschichtsbildes in der KPD in den Jahren der Weimarer Republik“ vor. Von 1973 bis 1975 war er als hauptamtlicher Sekretär der FDJ-Kreisleitung an der KMU Leipzig tätig und zugleich an der dortigen Sektion Geschichte wissenschaftlicher Mitarbeiter der Forschungsgruppe „Geschichte der marxistisch-leninistischen Geschichtswissenschaft in Deutschland (1918/19–1946/46)“. Ab 1975 hatte er eine planmäßige wissenschaftliche Aspirantur am Lehrstuhl für Geschichte der deutschen Arbeiterbewegung an der Akademie für Gesellschaftswissenschaften beim ZK der SED in Berlin inne. Im Dezember 1977 erfolgte seine Promotion B „Zur Geschichte der marxistisch-leninistischen Geschichtsschreibung in Deutschland 1917–1933“.
Kinner war anschließend zunächst Oberassistent an der KMU Leipzig und ab September 1978 Hochschulassistent für Wissenschaftlichen Kommunismus am Franz-Mehring-Institut der KMU Leipzig, bis er im September 1981 zum ordentlichen Professor für Geschichte der deutschen Arbeiterbewegung berufen wurde. Er war 1986 stellvertretender Direktor und von 1987 bis 1989 Leiter des Wissenschaftsbereiches Geschichte am Franz-Mehring-Institut.
Kinner amtierte 1979 als Parteisekretär der SED-Grundorganisation und ab 1984 als Vorsitzender der Kreisleitung des Kulturbundes an der KMU Leipzig. 1988/89 gehörte er der SED-Kreisleitung an der KMU Leipzig und 1989/90 dem Präsidium der Historiker-Gesellschaft der DDR an.
Nach seiner Abberufung 1990 wurde Kinners Professur 1992 abgewickelt. Kinner, der von 1990 bis 1992 an der Redaktion der Marx-Engels-Gesamtausgabe (MEGA) mitgearbeitet hatte, arbeitete seitdem als freiberuflicher Historiker in Lehre und Forschung sowie als Publizist. 1997 wurde er Mitglied der Leibniz-Sozietät e. V. Berlin und 1998 Geschäftsführer der Rosa-Luxemburg-Stiftung Sachsen e. V. in Leipzig. Seit 2002 gehört er dem Sprecherrat der Historischen Kommission beim Parteivorstand der PDS/Die Linke an. 2004 war er stellvertretender Vorsitzender des Kuratoriums der Rosa-Luxemburg-Stiftung.

## Schriften (Auswahl)
- Die Entstehung der KPD im historischen Selbstverständnis der deutschen Kommunisten in der Zeit der Weimarer Republik. In: Zeitschrift für Geschichtswissenschaft <Berlin>: ZfG. 26, Nr. 11 1978, S. 972–982.
- Anfänge der zentralen Schulungsarbeit der KPD. Die Parteischule von 1922. In: Wissenschaftliche Zeitschrift der Ernst-Moritz-Arndt-Universität Greifswald. 29, Nr. 1 1980, S. 49–55.
- Marxistische deutsche Geschichtswissenschaft 1917 bis 1933. Geschichte und Politik im Kampf der KPD. Akad.-Verl, Berlin 1982.
- mit Elke Reuter und Günter Benser: Der deutsche Kommunismus. Selbstverständnis und Realität. Band 1: Die Weimarer Zeit. Dietz, Berlin 1999, ISBN 9783320019792.
- Ernst Thälmann. Mythos und Realität. In: Ernst Thälmann : Mensch und Mythos. 2000, S. 31–39.
- Thälmann und der Stalinismus. Das Ende des eigenständigen deutschen Parteikommunismus 1928/1929. In: Ernst Thälmann : Mensch und Mythos. 2000, S. 59–80.
- Kinner (Hrsg.): Rosa Luxemburg. Historische und aktuelle Dimensionen ihres theoretischen Werkes. Dietz, Berlin 2002, ISBN 3320020315.
- (Hrsg.): Zwischen den Lagern. Linkssozialisten in Deutschland, 1918–1933. Rosa-Luxemburg-Stiftung Sachsen, Leipzig 2003, ISBN 3898191478.
- (Hrsg.): Aktualität von Philosophiegeschichte. Helmut Seidel zum 75. Geburtstag. Rosa-Luxemburg-Stiftung Sachsen, Leipzig 2005, ISBN 3898192016.
- (Hrsg.): Die extreme Rechte im Osten – Gegenstrategien. Rosa-Luxemburg-Stiftung Sachsen; Kommunalpolitisches Forum Sachsen, Leipzig, Meißen 2005, ISBN 3898192121.
- und Elke Reuter: Gegen Faschismus und Krieg (1933 bis 1939). Dietz, Berlin 2005, ISBN 9783320020620.
- Das Krisenjahr 1956. Rosa-Luxemburg-Stiftung Sachsen, Leipzig 2006, ISBN 3898192458.
- Die Chancen der Volksfront. Historische Alternativen zur Stalinisierung des Kommunismus. Rosa-Luxemburg-Stiftung Sachsen, Leipzig 2006.
- Wege aus der Katastrophe. Debatten über ein Nachkriegsdeutschland und nationale Wege zum Sozialismus im europäischen Vergleich., Leipzig 2006, ISBN 3898192296.
- Linke, Heimat, Vaterland. Rosa-Luxemburg-Stiftung Sachsen; GNN-Verl., Leipzig, Schkeuditz 2007, ISBN 9783898192590.
- Die Linke – Erbe und Tradition. Dietz, Berlin 2010, ISBN 9783320022136.
- Linke zwischen den Orthodoxien. Von Havemann bis Dutschke. Dietz, Berlin 2011, ISBN 9783320022679.